# Сім років у Тибеті

«Сім років у Тибеті. Моє життя при дворі Далай-лами» — автобіографічна книга 1952 року австрійського альпініста Генріха Гаррера, яка базується на його особистому досвіді перебування в Тибеті від 1944 до 1951 року, яке було перерване анексією Тибету Китайською Народною Республікою після битви в Чамдо і вимушеним підписанням урядом Тибету відповідної угоди з КНР, ратифікованою Далай-ламою XIV 24 жовтня 1951 року.

## Сюжет
У книзі розповідається про молодого альпініста, підданого Нацистської Німеччини (Гаррера), який безпосередньо перед початком Другої світової війни прибуває до Індії прагнучи стати учасником експедиції у Гімалаї.
З початком війни, британці, які на той час мали Індію за колонію, полонили Гаррера разом з його німецькими супутниками. В 1944 році чергова спроба втечі з британського табору інтернованих в Індії досягає успіху . В результаті Гаррер та його супутник Петер Ауфшнайтер пробираються до столиці Тібету — Лхаси.
Гаррер докладно описує тогочасну тибетську культуру, своє долучення до життя тибетців, а також, як він згодом стає наставником і другом Далай-лами XIV.
Як відмітив Тенцзін Ґ'яцо ця книга «надала світові остаточне уявлення про життя в незалежній тибетській державі до китайського вторгнення».

## Публікація
«Сім років у Тибеті» перекладено 53 мовами.  У 1954 році вона стала бестселером у Сполучених Штатах і розійшлася тиражем у три мільйони примірників.
В передмові до видання цієї книги Гаррера видавництвом  "Flamingo Books", складової «Penguin Publishing Group» Далай-лама XIV високо оцінює автора:
| Ліві лапки | Гаррер завжди був другом Тибету. Його найважливіший внесок у нашу справу, його книга «Сім років у Тибеті», познайомила сотні тисяч людей із моєю країною. | Праві лапки |

Коли 2006 року Гаррер помер, Далай-лама повторив свою похвалу на адресу автора та висловив співчуття вдові Гаррера.

## Екранізація
На основі книги було знято два фільми.
- 1956 року:
76-хвилинний документальний фільм режисера Ганса Нітера «Сім років у Тибеті»[en], який включає як фільми, зняті Гаррером під час його перебування в Тибеті, так і різні сцени з його пригод, реконструйовані самим Гаррером.
- 1997 року:
136-хвилинний американсько-британський фільм режисера Жана-Жака Анно з Бредом Піттом у ролі Гаррера «Сім років у Тибеті», який хоч і зберігає хронлогічну послідовність подій, але не відображає багатьох подробиць, багато вигадано.

## Галерея
Фотографії Тибету, зроблені Генріхом Гаррером 1938 року:

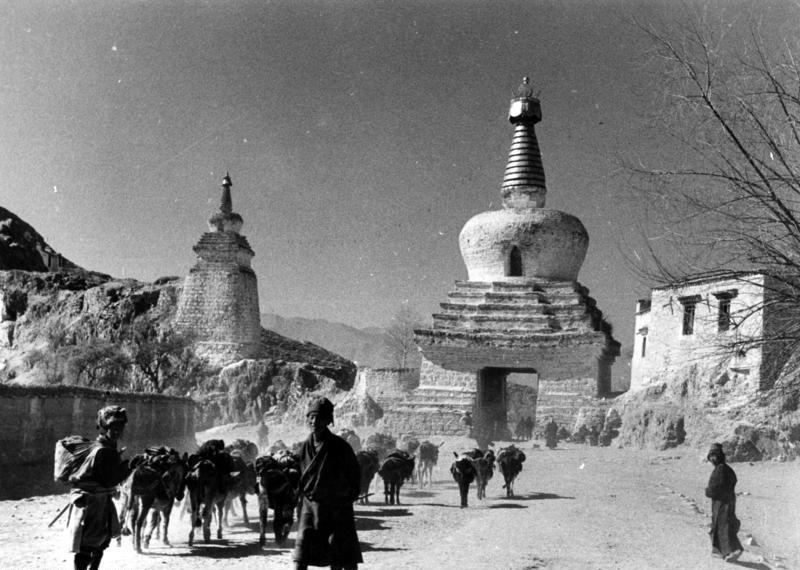
Генріх Гаррер біля храму Кумбум в Лхасі.
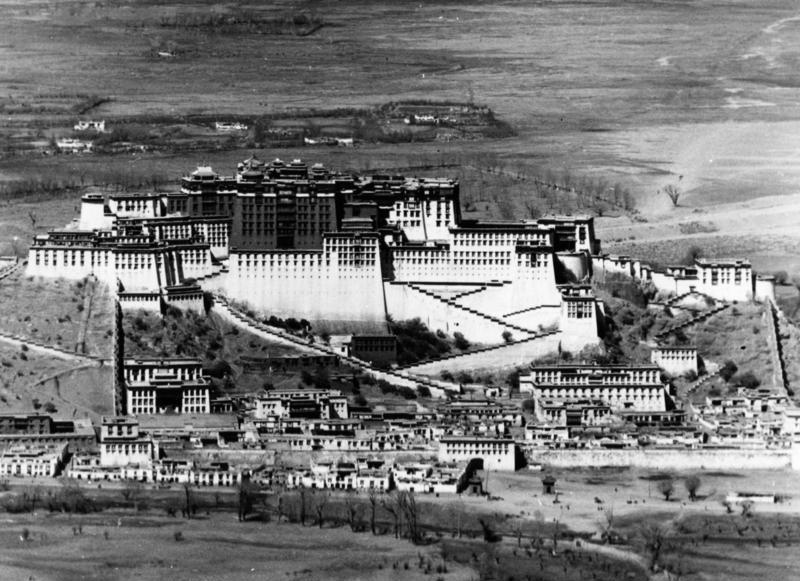
Палац Потала, головна резиденція далай-лами до вторгнення Китаю.
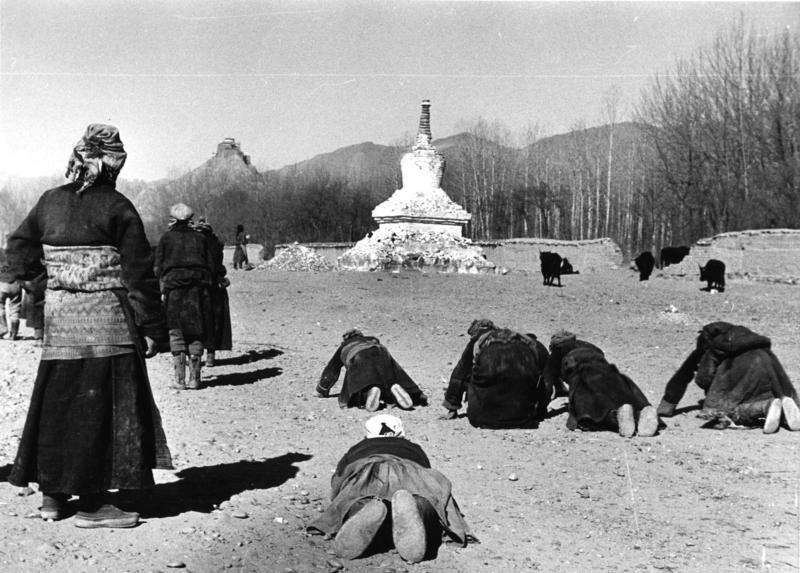
Храм Кумбум (1938 рік).
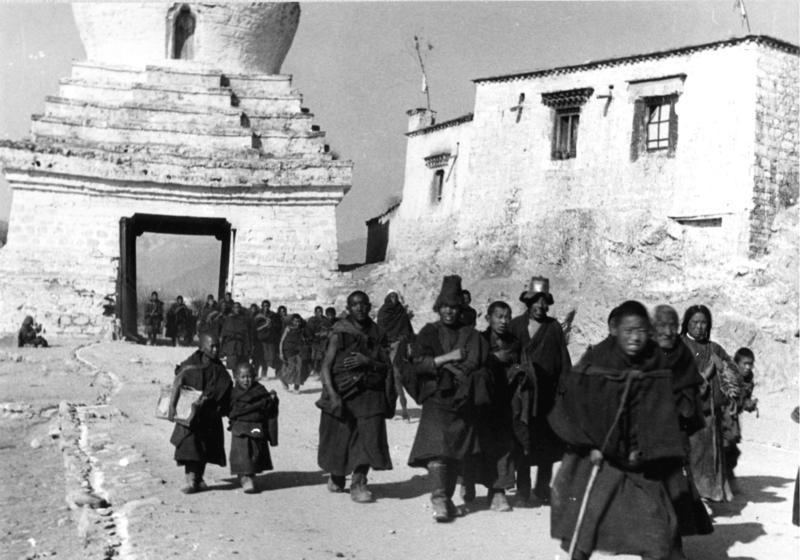
Чернеча процесія. Західна брама Лхаси.
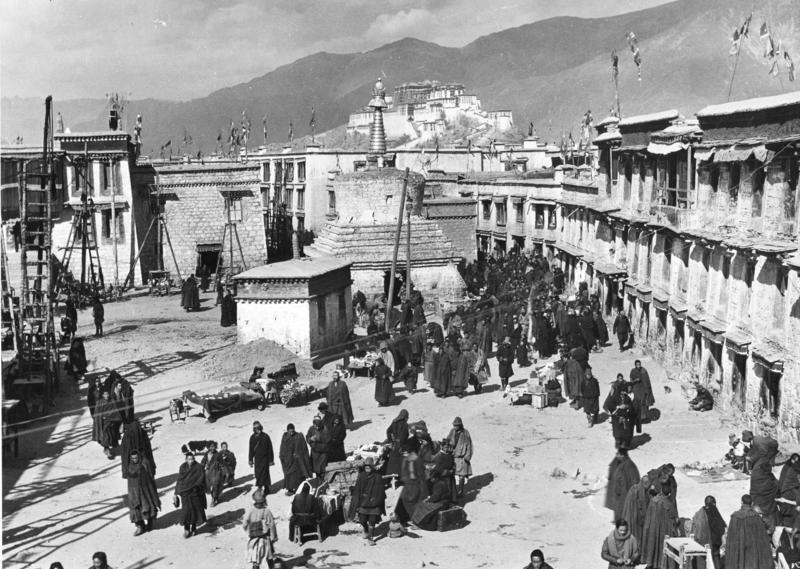
Ринок у Лхасі (1938 рік).
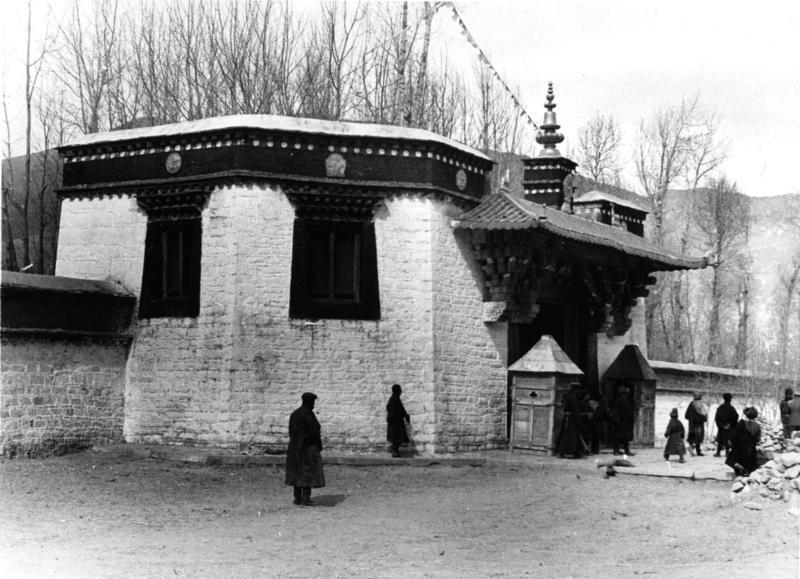
Літній палац далай-лами.

## Зовнішні посилання
- Копія книги англійською мовою видавництва «Rupert Hart-Davis» в інтернет-архіві
- Критика:
Book Review: Seven Years in Tibet. The Open Critic. 1956. Архів оригіналу за 17 січня 2013.